# Campeonato Europeo de Atletismo de 2002
El XVIII Campeonato Europeo de Atletismo se celebró en Múnich (Alemania) entre el 6 y el 11 de agosto de 2002 bajo la organización de la Asociación Europea de Atletismo y la Federación Alemana de Atletismo. Las competiciones se realizaron en el Estadio Olímpico de la ciudad bávara. 
En estos campeonatos se consiguió una plusmarca mundial en 50 km marcha, a cargo de Robert Korzeniowski, una plusmarca europea, Paula Radcliffe en 10 000 m, y una plusmarca mundial junior de Carolina Klüft en héptatlon. Además se consiguieron rebajar un total de 26 plusmarcas nacionales, 76 marcas personales y 15 mejores marcas europeas del año. También se consiguieron 9 mejores marcas de los campeonatos.
La selección española selló una excelente actuación, alzándose con seis títulos europeos y un botín considerable de medallas: 15 en total.

## Resultados

### Masculino
| Evento             | Oro                                                                                           | Plata                                                                                    | Bronce                                                                                 |
| ------------------ | --------------------------------------------------------------------------------------------- | ---------------------------------------------------------------------------------------- | -------------------------------------------------------------------------------------- |
| 100 m              | Francis Obikwelu Portugal 10,06 s                                                             | Darren Campbell Reino Unido 10,15 s                                                      | Roland Németh · Hungría · 10,27 s                                                      |
| 200 m              | Konstantinos Kenteris · Grecia · 19,85                                                        | Francis Obikwelu Portugal 20,21                                                          | Marlon Devonish Reino Unido 20,24                                                      |
| 400 m              | Ingo Schultz · Alemania · 45,14                                                               | David Canal · España · 45,24                                                             | Daniel Caines Reino Unido 45,28                                                        |
| 800 m              | Wilson Kipketer Dinamarca 1:47,25                                                             | André Bucher · Suiza · 1:47,43                                                           | Nils Schumann · Alemania · 1:47,60                                                     |
| 1.500 m            | Mehdi Baala Francia 3:45,25                                                                   | Reyes Estévez · España · 3:45,25                                                         | Rui Silva Portugal 3:45,43                                                             |
| 5.000 m            | Alberto García · España · 13:38,18                                                            | Ismail Sghyr Francia 13:39,81                                                            | Sergi Lebid · Ucrania · 13:40,00                                                       |
| 10 000 m           | José Manuel Martínez · España · 27:47,65                                                      | Dieter Baumann · Alemania · 27:47,87                                                     | José Ríos · España · 27:48,29                                                          |
| 110 m vallas       | Colin Jackson Reino Unido 13,11                                                               | Staņislavs Olijars Letonia 13,22                                                         | Artur Kohutek · Polonia · 13,32                                                        |
| 400 m vallas       | Stéphane Diagana Francia 47,58                                                                | Jiří Mužík · República Checa · 48,43                                                     | Paweł Januszewski · Polonia · 48,46                                                    |
| 3.000 m obstáculos | Antonio Jiménez Pentinel · España · 8:24,34                                                   | Simon Vroemen · Países Bajos · 8:24,45                                                   | Luis Miguel Martín · España · 8:24,72                                                  |
| 20 km marcha       | Francisco Javier Fernández · España · 1:18:37                                                 | Vladimir Andreyev · Rusia · 1:19:56                                                      | Juan Manuel Molina · España · 1:20:36                                                  |
| 50 km marcha       | Robert Korzeniowski · Polonia · 3:36:39                                                       | Aleksei Voyevodin · Rusia · 3:40:16                                                      | Jesús Ángel García · España · 3:44:33                                                  |
| Maratón            | Janne Holmen · Finlandia · 2:12:14                                                            | Pavel Loskutov Estonia 2:13:18                                                           | Julio Rey · España · 2:13:21                                                           |
| Salto de altura    | Yaroslav Ribakov · Rusia · 2,31 m                                                             | Stefan Holm · Suecia · 2,29 m                                                            | Staffan Strand · Suecia · 2,27 m                                                       |
| Salto con pértiga  | Alex Averbukh Israel 5,85                                                                     | Lars Borgeling · Alemania · 5,80                                                         | Tim Lobinger · Alemania · 5,80                                                         |
| Salto de longitud  | Olexi Lukashevich · Ucrania · 8,08                                                            | Siniša Ergotić · Croacia · 8,00                                                          | Yago Lamela · España · 7,99                                                            |
| Salto triple       | Christian Olsson · Suecia · 17,53                                                             | Charles Friedek · Alemania · 17,33                                                       | Jonathan Edwards Reino Unido 17,32                                                     |
| Peso               | Yuri Bilonog · Ucrania · 21,37                                                                | Joachim Olsen Dinamarca 21,16                                                            | Ralf Bartels · Alemania · 20,58                                                        |
| Disco              | Róbert Fazekas · Hungría · 68,83                                                              | Virgilijus Alekna · Lituania · 66,62                                                     | Michael Möllenbeck · Alemania · 66,37                                                  |
| Martillo           | Adrián Annus · Hungría · 81,17                                                                | Vladislav Piskunov · Ucrania · 80,39                                                     | Alexandros Papadimitriou · Grecia · 80,21                                              |
| Jabalina           | Steve Backley Reino Unido 88,54                                                               | Sergei Makarov · Rusia · 88,05                                                           | Boris Henry · Alemania · 85,33                                                         |
| 4 x 100 m          | Ucrania · Konstantin Vasiukov · Konstantin Rurak · Anatoli Dovgal · Alexander Kaidash · 38,53 | Polonia · Ryszard Pilarczyk · Łukasz Chyła · Marcin Nowak · Marcin Urbaś · 38,71         | Alemania · Ronny Ostwald · Marc Blume · Alexander Kosenkow · Christain Schacht · 38,88 |
| 4 x 400 m          | Reino Unido Jared Deacon Matt Elias Jamie Baulch Daniel Caines 3:01,25                        | Rusia · Oleg Mishukov · Andrei Semionov · Ruslan Mashchenko · Yuri Borzakovski · 3:01,34 | Francia Leslie Djhone Ahmed Douhou Neman Keita Ibrahima Wade 3:02,76                   |
| Decatlón           | Roman Šebrle · República Checa · 8.800 pts.                                                   | Erki Nool Estonia 8.438 pts.                                                             | Lev Lobodin · Rusia · 8.390 pts.                                                       |

### Femenino
| Evento            | Oro                                                                                     | Plata                                                                                          | Bronce                                                                                         |
| ----------------- | --------------------------------------------------------------------------------------- | ---------------------------------------------------------------------------------------------- | ---------------------------------------------------------------------------------------------- |
| 100 m             | Ekaterini Thanou · Grecia · 11,10                                                       | Kim Gevaert · Bélgica · 11,22                                                                  | Manuela Levorato · Italia · 11,23                                                              |
| 200 m             | Muriel Hurtis Francia 22,43                                                             | Kim Gevaert · Bélgica · 22,53                                                                  | Manuela Levorato · Italia · 22,75                                                              |
| 400 m             | Olesia Zikina · Rusia · 50,45                                                           | Grit Breuer · Alemania · 50,70                                                                 | Lee McConnell Reino Unido 51,02                                                                |
| 800 m             | Jolanda Čeplak Eslovenia 1:57,65                                                        | Mayte Martínez · España · 1:58,86                                                              | Kelly Holmes Reino Unido 1:59,83                                                               |
| 1.500 m           | Sureyya Ayhan Turquía 3:58,79                                                           | Gabriela Szabo · Rumania · 3:58,81                                                             | Tatiana Tomashova · Rusia · 4:00,28                                                            |
| 5.000 m           | Marta Domínguez · España · 15:14,76                                                     | Sonia O'Sullivan Irlanda 15:14,85                                                              | Elena Zadorozhnaya · Rusia · 15:15,22                                                          |
| 10 000 m          | Paula Radcliffe Reino Unido 30:01,09                                                    | Sonia O'Sullivan Irlanda 30:47,59                                                              | Liudmila Biktasheva · Rusia · 31:04,00                                                         |
| 100 m vallas      | Glory Alozie · España · 12,73                                                           | Olena Krasovska · Ucrania · 12,88                                                              | Yana Kasova Bulgaria 12,91                                                                     |
| 400 m vallas      | Ionela Tîrlea · Rumania · 54,95                                                         | Heike Meissner · Alemania · 55,89                                                              | Anna Olichwierczuk · Polonia · 56,18                                                           |
| 20 km marcha      | Olimpiada Ivanova · Rusia · 1:26:42                                                     | Elena Nikolayeva · Rusia · 1:28:20                                                             | Erica Alfridi · Italia · 1:28:33                                                               |
| Maratón           | Maria Guida · Italia · 2:26:05                                                          | Luminita Zaituc · Alemania · 2:26:58                                                           | Sonja Oberem · Alemania · 2:28:45                                                              |
| Salto de altura   | Kajsa Bergqvist · Suecia · 1,98 m                                                       | Marina Kuptsova · Rusia · 1,92 m                                                               | Olga Kariturina · Rusia · 1,88 m                                                               |
| Salto con pértiga | Svetlana Feofánova · Rusia · 4,60                                                       | Yelena Isinbáyeva · Rusia · 4,55                                                               | Yvonne Buschbaum · Alemania · 4,50                                                             |
| Salto de longitud | Tatiana Kotova · Rusia · 6,85                                                           | Jade Johnson Reino Unido 6,73                                                                  | Tünde Vaszi · Hungría · 6,73                                                                   |
| Salto triple      | Ashia Hansen Reino Unido 15,00                                                          | Heli Koivula · Finlandia · 14,83                                                               | Yelena Oleinikova · Rusia · 14,54                                                              |
| Peso              | Irina Korzhanenko · Rusia · 20,64                                                       | Vita Pavlish · Ucrania · 20,02                                                                 | Svetlana Kriveliova · Rusia · 19,56                                                            |
| Disco             | Ekaterini Vogoli · Grecia · 64,31                                                       | Natalia Sodova · Rusia · 64,12                                                                 | Anastasia Kelesidou · Grecia · 63,92                                                           |
| Martillo          | Olga Kuzenkova · Rusia · 72,94                                                          | Kamila Skolimowska · Polonia · 72,46                                                           | Manuela Montebrun Francia 72,04                                                                |
| Jabalina          | Mirela Manjani · Grecia · 67,47                                                         | Steffi Nerius · Alemania · 64,09                                                               | Mikaela Ingberg · Finlandia · 63,53                                                            |
| 4 x 100 m         | Francia Delphine Combe Muriel Hurtis Sylviane Félix Odiah Sidibe 42,46                  | Alemania · Melanie Paschke · Gabi Rockmeier · Sina Schielke · Marion Wagner · 42,54            | Rusia · Natalia Ignatova · Yulia Tabakova · Irina Khabarova · Larisa Kruglova · 43,11          |
| 4 x 400 m         | Alemania · Florence Epko-Umoh · Birgit Rockmeier · Claudia Marx · Grit Breuer · 3:25,10 | Rusia · Natalia Antiukh · Natalia Nazarova · Anastasia Kapachinskaya · Olesia Zikina · 3:25,59 | Polonia · Zuzanna Radecka · Grażyna Prokopek · Małgorzata Pskit · Anna Olichwierczuk · 3:26,15 |
| Heptatlón         | Carolina Klüft · Suecia · 6.542 pts.                                                    | Sabine Braun · Alemania · 6.434 pts.                                                           | Natalia Sazanovich · Bielorrusia · 6.341 pts.                                                  |

## Medallero
| Núm. | País            | Oro | Plata | Bronce | Total |
| ---- | --------------- | --- | ----- | ------ | ----- |
| 1    | Rusia           | 7   | 9     | 8      | 24    |
| 2    | España          | 6   | 3     | 6      | 15    |
| 3    | Reino Unido     | 5   | 2     | 5      | 12    |
| 4    | Francia         | 4   | 1     | 2      | 7     |
| 5    | Grecia          | 4   | 0     | 2      | 6     |
| 6    | Ucrania         | 3   | 3     | 1      | 7     |
| 7    | Suecia          | 3   | 1     | 1      | 5     |
| 8    | Alemania        | 2   | 9     | 8      | 19    |
| 9    | Hungría         | 2   | 0     | 2      | 4     |
| 10   | Polonia         | 1   | 2     | 4      | 7     |
| 11   | Finlandia       | 1   | 1     | 1      | 3     |
| 11   | Portugal        | 1   | 1     | 1      | 3     |
| 13   | Dinamarca       | 1   | 1     | 0      | 2     |
| 13   | República Checa | 1   | 1     | 0      | 2     |
| 13   | Rumania         | 1   | 1     | 0      | 2     |
| 16   | Italia          | 1   | 0     | 3      | 4     |
| 17   | Eslovenia       | 1   | 0     | 0      | 1     |
| 17   | Israel          | 1   | 0     | 0      | 1     |
| 17   | Turquía         | 1   | 0     | 0      | 1     |
| 20   | Bélgica         | 0   | 2     | 0      | 2     |
| 20   | Estonia         | 0   | 2     | 0      | 2     |
| 20   | Irlanda         | 0   | 2     | 0      | 2     |
| 23   | Croacia         | 0   | 1     | 0      | 1     |
| 23   | Letonia         | 0   | 1     | 0      | 1     |
| 23   | Lituania        | 0   | 1     | 0      | 1     |
| 23   | Países Bajos    | 0   | 1     | 0      | 1     |
| 23   | Suiza           | 0   | 1     | 0      | 1     |
| 28   | Bielorrusia     | 0   | 0     | 1      | 1     |
| 28   | Bulgaria        | 0   | 0     | 1      | 1     |
|      | TOTAL           | 46  | 46    | 46     | 138   |